# Маска (военное дело)

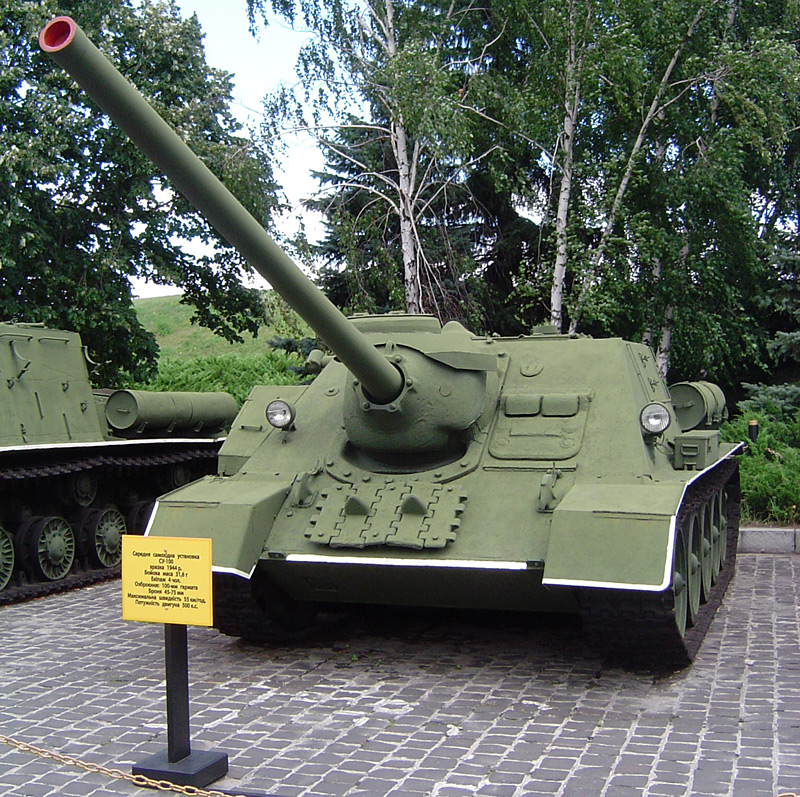
СУ-100, видна маска пушки

Ма́ска — предмет, закрывающий в бою расположение стрелков, орудий и оборонительных сооружений.

## Типы

### Естественные
- пригорок
- железнодорожная насыпь
- изгородь
- лес

### Искусственные
Устраиваются при невозможности воспользоваться естественными
- гласис
- второй бруствер
- воткнутые ветви